# Elie Aiboy
Elie Aiboy, född 20 april 1979 i Jayapura, är en indonesisk före detta fotbollsspelare.
Han har spelat för det indonesiska landslaget, och varit med i två upplagor av Asiatiska mästerskapet.

## Meriter
Selangor FA
- Malaysiska Premier League: 2005
- Malaysiska FA-cupen: 2005
- Malaysiska ligacupen: 2005

Semen Padang
- Indonesiska Premier League: 2012
- Indonesiska Supercupen: 2013